# Égat
Égat település Franciaországban, Pyrénées-Orientales megyében. Lakosainak száma 418 fő (2022. január 1.). Égat Font-Romeu-Odeillo-Via, Estavar és Targassonne községekkel határos.

## Földrajz

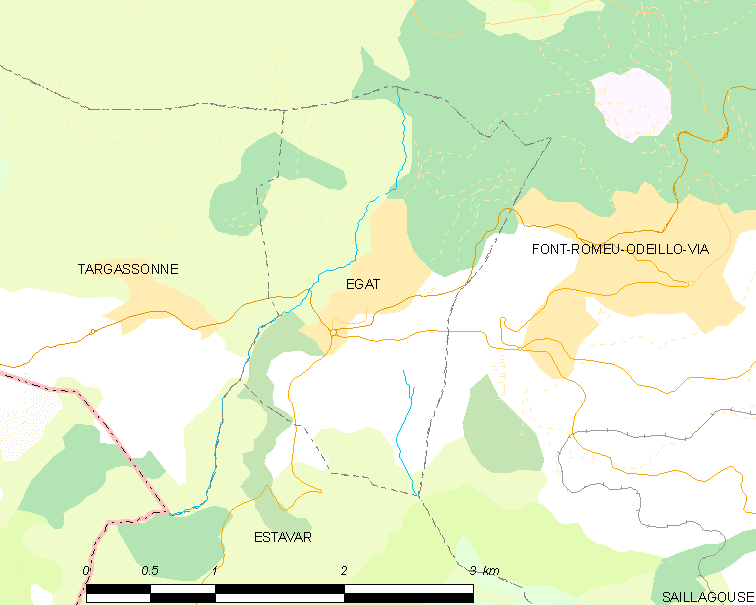
Égat és környéke

## Népesség
A település népességének változása:
| Lakosok száma | 443  | 446  | 462  | 438  | 430  | 421  | 422  | 418  | 418  |
|               | 2013 | 2015 | 2016 | 2017 | 2018 | 2019 | 2020 | 2021 | 2022 |